# Бань (денежная единица)
Бань или бан, устар. бани или бану (мн. бани; рум. ban/бан, мн. bani/бань) — разменная денежная единица нижнедунайских княжеств с XVII века, а также современных республик Молдавия и Румыния. Российский эквивалент — копейка. Во множественном числе слово бань означает также деньги в целом.

## Происхождение
Этимология слова бань не ясна. Выдвигается множество версий происхождения:
- Славянская: бан или пан — титул начальника области, принятый у южнославянских народов; любой богатый или могущественный человек; сама область его владений. Слово, по-видимому, попало также и в венгерский язык в форме bán, а затем было усвоено населением восточно-романских княжеств по мере становления в них товарно-денежных отношений. Возможно, от слова «бан» происходит также название хорватской денежной единицы баницы (баница — деньги, которые чеканит бан, деньги бана)[3].
- Более ранние версии происхождения (латинская, германская, автохтонная и проч.) не соответствуют историко-экономическому контексту развития восточно-романских народов[4].

## История
Первые монеты с названием «бань» были отчеканены около 1365 года господарём Валахии Владиславом Влайку.
Стоимость баня существенно варьировалась во времени. Так, в XVII веке он был равен 1/200 золотого дуката; в начале XIX века — 1/120 старого лея. В настоящее время соответствует 1/100 таких валют, как молдавский лей и румынский лей.
| Разменная денежная единица | Валюта | Государство | Пример |
| -------------------------- | ------ | ----------- | ------ |
| Бан(ь) (рум. ban)          | Лей    | Молдова     |        |
| Бан(ь) (рум. ban)          | Лей    | Румыния     |        |

## Монеты

### Молдавия
| Изображение | Номинал  | Материал             | Диаметр (мм) | Толщина (мм) | Масса (г) | Гурт     | Даты           | Даты                                                    | Даты            |
| Изображение | Номинал  | Материал             | Диаметр (мм) | Толщина (мм) | Масса (г) | Гурт     | введения       | чеканки                                                 | изъятия         |
| ----------- | -------- | -------------------- | ------------ | ------------ | --------- | -------- | -------------- | ------------------------------------------------------- | --------------- |
|             | 1 бань   | алюминий             | 14,5         | 1,7          | 0,67      | гладкий  | 29 ноября 1993 | 1993 1995 1996 2000 2004 2006 2013 2017                 | в обращении     |
|             | 5 баней  | алюминий             | 16           | 1,6          | 0,75      | гладкий  | 29 ноября 1993 | 1993 1995 1996 1999—2006 2008 2010—2013 2015—2018       | в обращении     |
|             | 10 баней | алюминий             | 16,6         | 1,65         | 0,85      | гладкий  | апрель 1996    | 1995—1998 2000—2006 2008 2010 2011 2013 2015—2018, 2020 | в обращении     |
|             | 25 баней | алюминий             | 17,5         | 1,7          | 0,95      | гладкий  | 29 ноября 1993 | 1993 1995 1999—2006 2008 2010—2013 2015—2018, 2020      | в обращении     |
|             | 50 баней | алюминий             | 19           | 1,63         | 1,18      | гладкий  | 29 ноября 1993 | 1993                                                    | 31 декабря 1998 |
|             | 50 баней | сталь, плак. латунью | 19           | 1,8          | 3,1       | рубчатый | 2 февраля 1998 | 1997 2003 2005 2008                                     | в обращении     |

### Румыния
| Изображение                                                                              | Номинал (баней) | Материал              | Диаметр (мм) | Толщина (мм) | Масса (г) | Гурт                                                                | Годы выпуска                                 |
| ---------------------------------------------------------------------------------------- | --------------- | --------------------- | ------------ | ------------ | --------- | ------------------------------------------------------------------- | -------------------------------------------- |
|                                                                                          | 1               | сталь, гальв. латунью | 16,75        | 1,6          | 2,7       | гладкий                                                             | 2005—2008 2009 2010—2015                     |
|                                                                                          | 5               | сталь, гальв. медью   | 18,25        | 1,6          | 2,78      | рубчатый (102 рубца)                                                | 2005—2015                                    |
|                                                                                          | 10              | сталь, гальв. никелем | 20,5         | 1,8          | 4,0       | прерывисто-рубчатый (3 группы по 20 рубцов)                         | 2005—2015                                    |
|                                                                                          | 50              | латунь                | 23,75        | 1,9          | 6,1       | гладкий с двумя надписями ROMANIA, отделёнными 5-конечными звёздами | 2005 2006 2007 2008 2009 2010 2011 2012—2015 |
| Примечание: жирным выделены годы, когда данные монеты выходили только в составе наборов. |                 |                       |              |              |           |                                                                     |                                              |

## В культуре
13 октября 2016 года по инициативе бизнесмена и мецената Дмитрия Волошина был установлен памятника самой мелкой молдавской монете "1 бань" в г. Кишинев на пересечении улиц Митрополита Банулеску-Бодони, Константина Тэнасе и Петру Рареша. Автор памятника молдавский скульптор Вячеслав Жиглицкий.